# Rajendra Prasad
Rajendra Prasad (Ziradei, 3 de dezembro de 1884 - Patna, 28 de fevereiro de 1963), foi um político e educador Indiano, primeiro presidente de seu país.

## Carreira
Ele se juntou ao Congresso Nacional Indiano durante o movimento de independência da Índia e se tornou um grande líder da região de Bihar e Maharashtra. Apoiadorde Mahatma Gandhi, Prasad foi preso pelas autoridades britânicas durante a Satyagraha do Sal de 1930 e o movimento Quit India de 1942. Após as eleições da Assembleia Constituinte de 1946, Prasad serviu como 1º Ministro da Alimentação e Agricultura no governo central de 1947 a 1948. Após a independência em 1947, Prasad foi eleito presidente da Assembleia Constituinte da Índia, que preparou a Constituição da Índia e serviu como seu Parlamento provisório.
Quando a Índia se tornou uma república em 1950, Prasad foi eleito como seu primeiro presidente pela Assembleia Constituinte. Como presidente, Prasad estabeleceu uma tradição de apartidarismo e independência para o ocupante do cargo e se aposentou da política partidária do Congresso. Embora um chefe de Estado cerimonial, Prasad encorajou o desenvolvimento da educação na Índia e aconselhou o governo Nehru em várias ocasiões. Em 1957, Prasad foi reeleito para a presidência, tornando-se o único presidente a cumprir dois mandatos completos. Prasad permaneceu no cargo pelo mandato mais longo, de cerca de 12 anos. Após a conclusão de seu mandato, ele deixou o Congresso e estabeleceu novas diretrizes para os parlamentares que ainda são seguidas.